# Persoonia brevirhachis
Persoonia brevirhachis är en tvåhjärtbladig växtart som beskrevs av Peter Henry Weston. Persoonia brevirhachis ingår i släktet Persoonia och familjen Proteaceae. Inga underarter finns listade i Catalogue of Life.